# Atrobucca marleyi
Atrobucca marleyi és una espècie de peix de la família dels esciènids i de l'ordre dels perciformes.

## Morfologia
- Els mascles poden assolir 16,2 cm de longitud total.
- Nombre de vèrtebres: 25.[4][5]

## Hàbitat
És un peix marí, de clima subtropical i bentopelàgic que viu entre 73-91 m de fondària.

## Distribució geogràfica
Es troba a l'Índic occidental: Moçambic i Sud-àfrica (KwaZulu-Natal).

## Observacions
És inofensiu per als humans.